# Ram Mohan Roy
Raja Ram Mohan Roy (Radhanagar, 22 de maio de 1772 - Stapleton, 27 de setembro de 1833) foi um dos fundadores do Brahmo Sabha, o precursor do Brahmo Samaj, um movimento de reforma sócio-religiosa no subcontinente indiano. Ele recebeu o título de Raja por Akbar II, o imperador Mughal. Sua influência foi evidente nos campos da política, administração pública, educação e religião. Ele era conhecido por seus esforços para abolir as práticas de sati e do casamento infantil. Raja Ram Mohan Roy é considerado o "Pai da Renascença de Bengala" por muitos historiadores.
Em 2004, Roy foi classificado em décimo lugar na enquete da BBC do Melhor Bengali de todos os tempos.

## Juventude e educação (até 1796)
Ram Mohan Roy nasceu em Radhanagar, distrito de Hooghly, presidência de Bengala . Seu bisavô Krishnakanta Bandyopadhyay era um Rarhi Kulin (nobre) Brahmin. Entre os brâmanes Kulin - descendentes das seis famílias de brâmanes importados de Kanauj por Ballal Sen no século XII - aqueles do distrito de Rarhi na Bengala Ocidental eram notórios no século XIX por viver de dotes casando-se com várias mulheres. Kulinismo era sinônimo de poligamia e sistema de dote, contra os quais Rammohan fazia campanha. Seu pai, Ramkanta, era um Vaishnavite, enquanto sua mãe, Tarini Devi, era de uma família Shaivite. Ele foi um grande estudioso das línguas sânscrito, persa e inglês e também sabia árabe, latim e grego. Assim, um dos pais o preparou para a ocupação de um estudioso, o Shastri, enquanto o outro assegurou para ele todas as vantagens materiais necessárias para iniciar uma carreira no laukik ou esfera mundana da administração pública. Dividido entre esses dois ideais paternais desde a infância, Ram Mohan vacilou entre os dois pelo resto de sua vida.
Ram Mohan Roy foi casado três vezes. Sua primeira esposa morreu cedo. Ele teve dois filhos, Radhaprasad em 1800 e Ramaprasad em 1812 com sua segunda esposa, que morreu em 1824. A terceira esposa de Roy sobreviveu a ele.
A natureza e o conteúdo da educação inicial de Ram Mohan Roy são controversos. Uma visão é que "Ram Mohan começou sua educação formal na aldeia Pathhala, onde aprendeu bengali e um pouco de sânscrito e persa. Mais tarde, ele teria estudado persa e árabe em uma madrassa em Patna e depois disso foi enviado a Benares para aprender os meandros das escrituras sânscritas e hindus, incluindo os Vedas e Upanishads. As datas de seu tempo em ambos os lugares são incertas. No entanto, acredita-se que ele foi enviado para Patna quando tinha nove anos e dois anos depois foi para Benares".
Os estudos persa e árabe influenciaram seu pensamento sobre Um Deus mais do que estudos sobre o deísmo europeu, que ele não conhecia pelo menos enquanto escrevia suas primeiras escrituras porque naquele estágio ele não conseguia falar ou entender inglês.
O impacto de Ram Mohan Roy na história indiana moderna foi seu renascimento dos princípios puros e éticos da escola de filosofia Vedanta, conforme encontrados nos Upanishads. Ele pregou a unidade de Deus, fez as primeiras traduções das escrituras védicas para o inglês, foi cofundador da Sociedade Unitarista de Calcutá e fundou o Brahma Samaj. O Brahma Samaj desempenhou um papel importante na reforma e modernização da sociedade indiana. Ele fez campanha com sucesso contra sati, a prática de queimar viúvas. Ele procurou integrar a cultura ocidental com o melhor das tradições de seu próprio país. Ele estabeleceu uma série de escolas para popularizar um sistema moderno (substituindo efetivamente a educação baseada no sânscrito pela educação baseada no inglês) de educação na Índia. Ele promoveu um hinduísmo racional, ético, não autoritário, deste mundo e reformista social. Seus escritos também despertaram interesse entre os unitaristas britânicos e americanos.

## Cristianismo e o governo inicial da Companhia das Índias Orientais (1795-1828)
Durante o governo inicial da companhia das Índias Orientais, Ram Mohan Roy agiu como um agitador político enquanto era funcionário da Companhia das Índias Orientais.
Em 1792, o sapateiro batista britânico William Carey publicou seu influente tratado missionário, Um inquérito sobre as obrigações dos cristãos em usar meios para a conversão de pagãos.
Em 1793, William Carey desembarcou na Índia para se estabelecer. Seu objetivo era traduzir, publicar e distribuir a Bíblia nas línguas indianas e propagar o Cristianismo aos povos indígenas. Ele percebeu que os Brahmins e Pandits "móveis" (isto é, classes de serviço) eram os mais capazes de ajudá-lo nessa empreitada, e ele começou a reuni-los. Ele aprendeu as obras religiosas budistas e jainistas para melhor defender o cristianismo em um contexto cultural.
Em 1795, Carey fez contato com um estudioso de sânscrito, o tântrico Saihardana Vidyavagish, que mais tarde o apresentou a Ram Mohan Roy, que desejava aprender inglês. 
Entre 1796 e 1797, o trio de Carey, Vidyavagish e Roy criou uma obra religiosa conhecida como "Maha Nirvana Tantra" (ou "Livro da Grande Libertação") e posicionou-a como um texto religioso para "Aquele Deus verdadeiro". O envolvimento de Carey não está registrado em seus registros muito detalhados e ele relata apenas ter aprendido a ler sânscrito em 1796 e apenas completado uma gramática em 1797, o mesmo ano em que traduziu parte da Bíblia (de Josué para Jó), uma tarefa gigantesca. Nas duas décadas seguintes, esse documento foi regularmente ampliado. Suas seções judiciais foram usadas nos tribunais do Acordo Inglês em Bengala como Lei Hindu para julgar disputas de propriedade dos zamindari. No entanto, alguns magistrados e colecionadores britânicos começaram a suspeitar e seu uso (bem como a confiança nos pandits como fontes da lei hindu) foi rapidamente rejeitado. Vidyavagish teve um breve desentendimento com Carey e se separou do grupo, mas manteve laços com Ram Mohan Roy.
Em 1797, Raja Ram Mohan chegou a Calcutá e se tornou um "bania" (agiota), principalmente para emprestar aos ingleses da Companhia que viviam além de suas posses. Ram Mohan também continuou sua vocação como pandit nas cortes inglesas e começou a ganhar a vida para si mesmo. Ele começou a aprender grego e latim.
Em 1799, Carey foi acompanhado pelo missionário Joshua Marshman e o impressor William Ward no assentamento dinamarquês de Serampore.
De 1803 a 1815, Ram Mohan serviu no "Serviço de Redação" da East India Company, começando como escrivão particular "Munshi" para Thomas Woodroffe, secretário do Tribunal de Apelação em Murshidabad (cujo sobrinho distante, John Woodroffe - também um magistrado - e mais tarde viveu do Maha Nirvana Tantra sob o pseudônimo de Arthur Avalon). Roy renunciou ao serviço de Woodroffe e mais tarde conseguiu emprego com John Digby, um colecionador da Companhia, e Ram Mohan passou muitos anos em Rangpur e em outros lugares com Digby, onde renovou seus contatos com Hariharananda. William Carey já havia se estabelecido em Serampore e o velho trio renovou sua lucrativa associação. William Carey também estava alinhado agora com a Companhia Inglesa, então com sede em Fort William, e suas ambições religiosas e políticas estavam cada vez mais interligadas.
Enquanto em Murshidabad, em 1804 Raja Ram Mohan Roy escreveu Tuhfat-ul-Muwahhidin (Um presente para monoteístas) em persa com uma introdução em árabe. O bengali ainda não havia se tornado a linguagem do discurso intelectual. A importância de Tuhfatul Muwahhidin reside apenas em ser a primeira declaração teológica conhecida de alguém que posteriormente alcançou fama e notoriedade como um vendantin. Por si só, é normal, talvez de interesse apenas para um historiador social por causa de seu ecletismo amador. Afinal, Tuhfat estava disponível já em 1884 na tradução inglesa de Maulavi Obaidullah EI Obaid, publicada pelo Adi Brahmo Samaj. Raja Ram Mohan Roy não conhecia o Upanishad neste estágio de seu desenvolvimento intelectual.
Em 1815, ele fundou o Atmiya Sabha, um círculo de discussão filosófica em Calcutá.
A Companhia das Índias Orientais estava drenando dinheiro da Índia a uma taxa de três milhões de libras por ano em 1838. Ram Mohan Roy foi um dos primeiros a tentar estimar quanto dinheiro estava sendo retirado da Índia e para onde estava desaparecendo. Ele estimou que cerca de metade de toda a receita total arrecadada na Índia foi enviada para a Inglaterra, deixando a Índia, com uma população consideravelmente maior, para usar o dinheiro restante para manter o bem-estar social. Ram Mohan Roy viu isso e acreditava que o assentamento irrestrito de europeus na Índia, governando sob o livre comércio, ajudaria a aliviar a crise econômica.
Durante as duas décadas seguintes, Ram Mohan lançou seu ataque a mando da igreja contra os bastiões do Hinduísmo de Bengala, ou seja, seu próprio clã sacerdotal Kulin Brahmin (então no controle de muitos templos de Bengala) e seus excessos sacerdotais. Os excessos de Kulin visados incluem sati (a co-cremação de viúvas), poligamia, casamento infantil e dote. 
A partir de 1819, a bateria de Ram Mohan se voltou cada vez mais contra William Carey, um Missionário Batista estabelecido em Serampore, e os missionários de Serampore. Com a munificência de Dwarkanath, ele lançou uma série de ataques contra o Cristianismo Batista "Trinitário" e agora era consideravelmente auxiliado em seus debates teológicos pela facção Unitarista do Cristianismo.
Em 1828, ele lançou Brahmo Sabha com Devendranath Tagore. Em 1828, ele se tornou uma figura bem conhecida na Índia. Em 1830, ele foi para a Inglaterra como enviado do imperador mogol, Akbar Shah II, que o investiu com o título de Raja para a corte do rei William IV. 

## Período "Brahmo" médio (1820 a 1830)
Este foi o período mais controverso de Ram Mohan. Comentando sobre seus trabalhos publicados, Sivanath Sastri escreve:
“O período entre 1820 e 1830 foi também agitado do ponto de vista literário, como se evidencia na seguinte lista de suas publicações nesse período:
- Segundo Apelo ao Público Cristão, Revista Brahmanical - Partes I, II e III, com tradução em bengali e um novo jornal em bengali chamado Samvad Kaumudi em 1821;
- Um jornal persa chamado Mirat-ul-Akbar continha um folheto intitulado Brief Remarks on Ancient Female Rights e um livro em bengali chamado Answers to Four Questions em 1822;
- Terceiro e último apelo ao público cristão, um memorial ao rei da Inglaterra sobre o assunto da liberdade de imprensa, documentos de Ramdoss relativos à controvérsia cristã, Brahmanical Magazine, nº IV, carta a Lord Arnherst sobre o assunto da educação inglesa, um tratado chamado "Sugestões humildes" e um livro em bengali chamado "Pathyapradan ou remédio para os doentes", todos em 1823;
- Uma carta ao Rev. H. Ware sobre as "Perspectivas do Cristianismo na Índia" e um "Apelo para nativos afetados pela fome no Sul da Índia" em 1824;
- Um tratado sobre os diferentes modos de culto, em 1825;
- Um tratado em bengali sobre as qualificações de um chefe de família que ama a Deus, um tratado em bengali sobre uma controvérsia com um Kayastha e uma gramática da língua bengali em inglês, em 1826;
- Um tratado em sânscrito sobre "Adoração divina por Gayatri" com uma tradução em inglês do mesmo, a edição de um tratado em sânscrito contra as castas e o tratado previamente notado chamado "Resposta de um hindu à questão etc.," em 1827;
- Uma forma de culto divino e uma coleção de hinos composta por ele e seus amigos, em 1828;
- "Instruções religiosas fundadas nas autoridades sagradas" em inglês e sânscrito, um tratado bengali chamado "Anusthan" e uma petição contra sati, em 1829;

Ele declarou publicamente que emigraria do Império Britânico se o Parlamento não aprovasse o Projeto de Lei da Reforma.
Em 1830, Ram Mohan Roy viajou para o Reino Unido como embaixador do Império Mughal para garantir que o Regulamento Sati de Bengala de Lord William Bentinck, de 1829, banindo a prática de Sati, não fosse revogado. Além disso, Roy fez uma petição ao rei para aumentar a mesada e os benefícios do imperador mogol. Ele teve sucesso em persuadir o governo britânico a aumentar o estipêndio do imperador mogol em £ 30.000. Ele também visitou a França. Enquanto na Inglaterra, ele embarcou em intercâmbios culturais, reunindo-se com membros do Parlamento e publicando livros sobre economia e direito indianos. Sophia Dobson Collet era sua biógrafa na época.
Ele morreu em Stapleton, então uma vila ao nordeste de Bristol (agora um subúrbio), em 27 de setembro de 1833, de meningite e foi enterrado no Cemitério de Arnos Vale, no sul de Bristol.

## Reformas religiosas

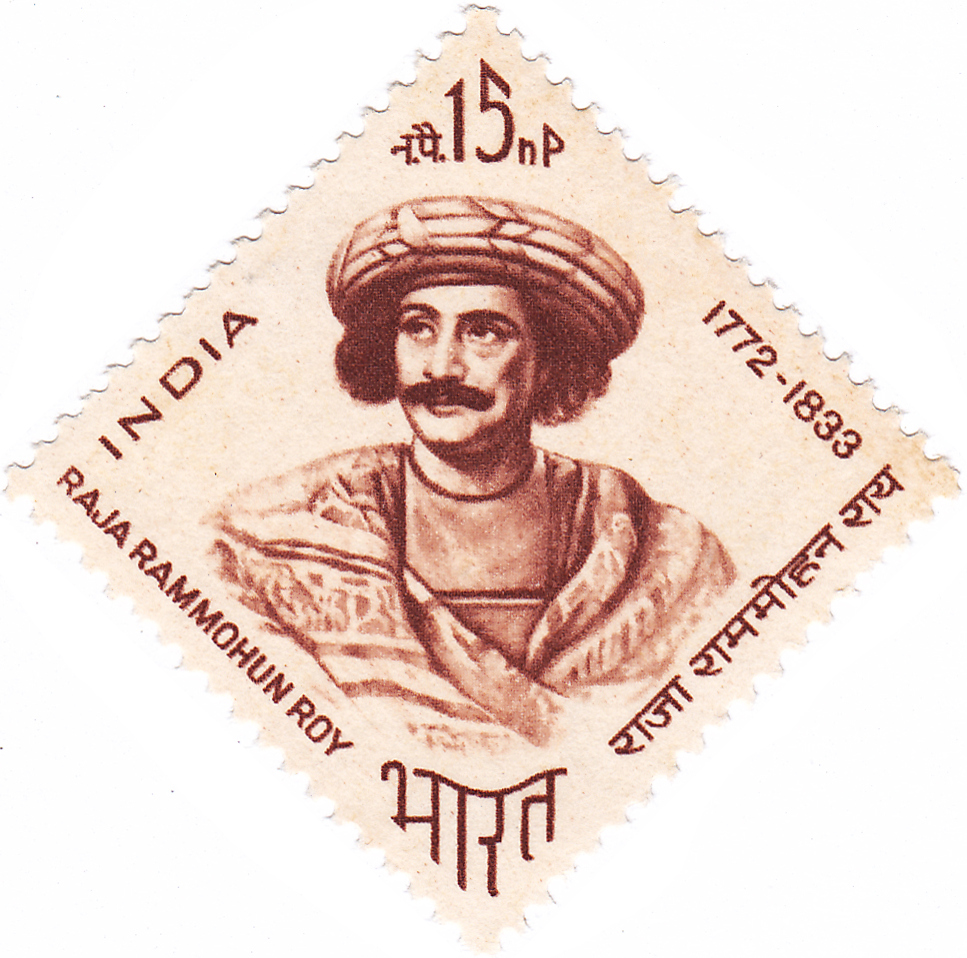
Ram Mohan Roy em um selo da Índia de 1964

As reformas religiosas de Roy contidas em algumas crenças do Brahmo Samaj expostas por Rajnarayan Basu são:
- Brahmo Samaj acredita que as doutrinas mais fundamentais do Brahmoísmo estão na base de toda religião seguida por um homem.
- Brahmo Samaj acredita na existência de Um Deus Supremo; - "um Deus, dotado de uma personalidade distinta e atributos morais iguais à Sua natureza e inteligência condizente com o Autor e Preservador do Universo," e adore somente a Ele.
- Brahmo Samaj acredita que a adoração a Ele não precisa de um lugar ou tempo fixo. "Podemos adorá-Lo a qualquer momento e em qualquer lugar, desde que esse tempo e esse lugar sejam calculados para compor e dirigir a mente para Ele."

Tendo estudado o Alcorão, os Vedas e os Upanishads, as crenças de Roy foram derivadas de uma combinação de elementos monásticos do Hinduísmo, Islã, Deísmo do século XVIII, Unitarismo, e as ideias da Maçons.

## Legado
O compromisso de Roy com a educação e o pensamento ingleses gerou um debate entre Mahatma Gandhi e Rabindranath Tagore. Gandhi, objetando à devoção de Roy à educação e ao pensamento ingleses, caracterizou-o como um "pigmeu". Tagore, cujo avô encomendou o mausoléu de Roy em Bristol, escreveu uma carta rejeitando a visão de Gandhi, dizendo que "[Roy] teve a herança total da sabedoria indiana. Ele nunca foi um menino de escola do Ocidente e, portanto, teve a dignidade de ser um amigo do Ocidente". Gandhi mais tarde comparou seu próprio pluralismo cultural com a falha que viu no de Roy, escrevendo estas linhas bem conhecidas:
"Não quero que a minha casa seja murada por todos os lados e as minhas janelas entupidas. Eu quero que a cultura de todas as terras seja espalhada pela minha casa o mais livremente possível. Mas eu me recuso a ser derrubado por qualquer pessoa".
Em 1983, uma exposição em grande escala sobre Ram Mohan Roy foi realizada no Museu e Galeria de Arte de Bristol. Seu enorme retrato de 1831, de Henry Perronet Briggs, ainda está lá e foi o assunto de uma palestra de Sir Max Muller em 1873. No centro de Bristol, em College Green, está uma estátua de bronze em tamanho real do Raja, do moderno escultor de Calcutá, Niranjan Pradhan. Outro busto de Pradhan, oferecido a Bristol por Jyoti Basu, fica dentro do saguão principal da prefeitura de Bristol. 
Um caminho de pedestres em Stapleton foi denominado "Rajah Rammohun Walk". Há uma placa Brahmo de 1933 na parede oeste externa de Stapleton Grove, e seu primeiro cemitério no jardim é marcado por grades e uma pedra memorial de granito. Seu túmulo e chattri em Arnos Vale estão listados como patrimônio histórico inglês de Grau II e atraem muitos visitantes atualmente. 